# Damó István
Damó István (Nagyszeben, 1951. december 29. –) erdélyi magyar festőművész.

## Életpályája
1978-ban diplomázott a bukaresti Nicolae Grigorescu Képzőművészeti Főiskola grafika szakán. 1978–1979 között a Képzőművészeti Főiskola ösztöndíjasa volt; mesterei: Szalay Lajos és Kondor Béla voltak. 1979–1990 között a bukaresti Kriterion Könyvkiadó és “Ion Creangă” Gyermekkönyvkiadó grafikusa volt. 1990-től Magyarországon él, Kecskeméten. 1994-től a Kandó Kálmán Műszaki Szakközépiskola Művészeti Tagozatán festészetet, rajzot és grafikát tanít.

### Tagságai
Tagja a Magyar Alkotók Országos Egyesületének, a Magyar Grafikusművészek Szövetségének, a Magyar Illusztrátorok Társaságának, a Magyar Művészkönyvalkotók Társaságának, a Magyar Papírművészek Társaságának, a Kecskeméti Műhely Művészeti Egyesületének és a Kapos Art Egyesületnek.

## Kiállításai

### Egyéni
- 1979 Kolozsvár
- 1980 Bukarest
- 1984 Brassó
- 1986 Csíkszereda, Kézdivásárhely, Sepsiszentgyörgy
- 1990 Nagykőrös
- 1991, 1993 Kecskemét
- 2004 Budapest

### Válogatott, csoportos
- 1980 Róma, Nápoly
- 1990, 1996 Békéscsaba
- 1991, 1996, 1999 Kaposvár
- 1992-1998, 2006, 2010, 2012 Budapest
- 1993 Debrecen
- 1994 Bukarest
- 1995 Prága, Párizs, Kecskemét, Miskolc, Belgrád
- 1996 Belgrád, Berlin
- 1998 Miskolc, Párizs, Dunaszerdahely

## Díjai
- A legszebb könyv-díj a Bukaresti Nemzetközi Könyvfesztiválon (1993)
- Duna-Tisza közi Írótársaság díja (1995)
- Arany Tollhegy (1996)
- Belgrád Város Plakettje (1996)
- Kecskeméti Lapok-díja (1997)
- Arad Város Művészeti Múzeumi-díja (1998)